# Scleroplax granulata
Scleroplax granulata är en kräftdjursart som beskrevs av M. J. Rathbun 1893. Scleroplax granulata ingår i släktet Scleroplax och familjen Pinnotheridae. Inga underarter finns listade i Catalogue of Life.